# جنيك
جُنَيك (الاسم العلمي Harpa)، جنس حيوانات بحرية من الرخويات معديات الأرجل وفصيلة الجنيكيات. أنواعه منتشرة في بعض مناطق المحيط الهندي والمحيط الهادي.